# Ropalidia granulata
Ropalidia granulata är en getingart som beskrevs av Vecht 1941. Ropalidia granulata ingår i släktet Ropalidia och familjen getingar. Utöver nominatformen finns också underarten R. g. borneensis.